# Xavier Vidal-Folch
Xavier Vidal-Folch (Barcelona, 1952) és un periodista català, germà del també periodista Ignasi Vidal-Folch. Treballa al diari El País des de 1982 i és director adjunt d'aquest rotatiu des de 1989. Va formar part de la delegació d'El País a Brussel·les, que va rebre el Premi Ortega y Gasset a la millor tasca informativa el 1999. Va ser responsable de l'edició del diari en català fins al març de 2009. És president del World Editors Forum des de desembre de 2008. El 2013 va ser guardonat amb el Premi de Periodisme Francisco Cerecedo que concedeix la secció espanyola de l'Associació de Periodistes Europeus.